# Sturgis (Jižní Dakota)
Sturgis je město v Spojených státech amerických, v západní části Jižní Dakoty. Je sídlem Meade County. K roku 2010 zde žilo 6 627 obyvatel.

## Poloha
Rozkládá se na severovýchodním předhůří Black Hills. Jižně od města se začíná chráněné území Black Hills National Forest, severně od něj rekreační oblast Fort Meade B.L.M. Recreational Area. Jižně od města se nachází hřbitov Black Hills National Cemetery.

## Zajímavost
Ve městě se každoročně (první srpnový týden) koná jeden z největších motocyklových festivalů na světě - Sturgis Motorcycle Rally.